# Carpobrotus acinaciformis
Carpobrotus acinaciformis és una espècie de planta suculenta perenne de la família de les Aizoàcies, nativa de Sud-àfrica.

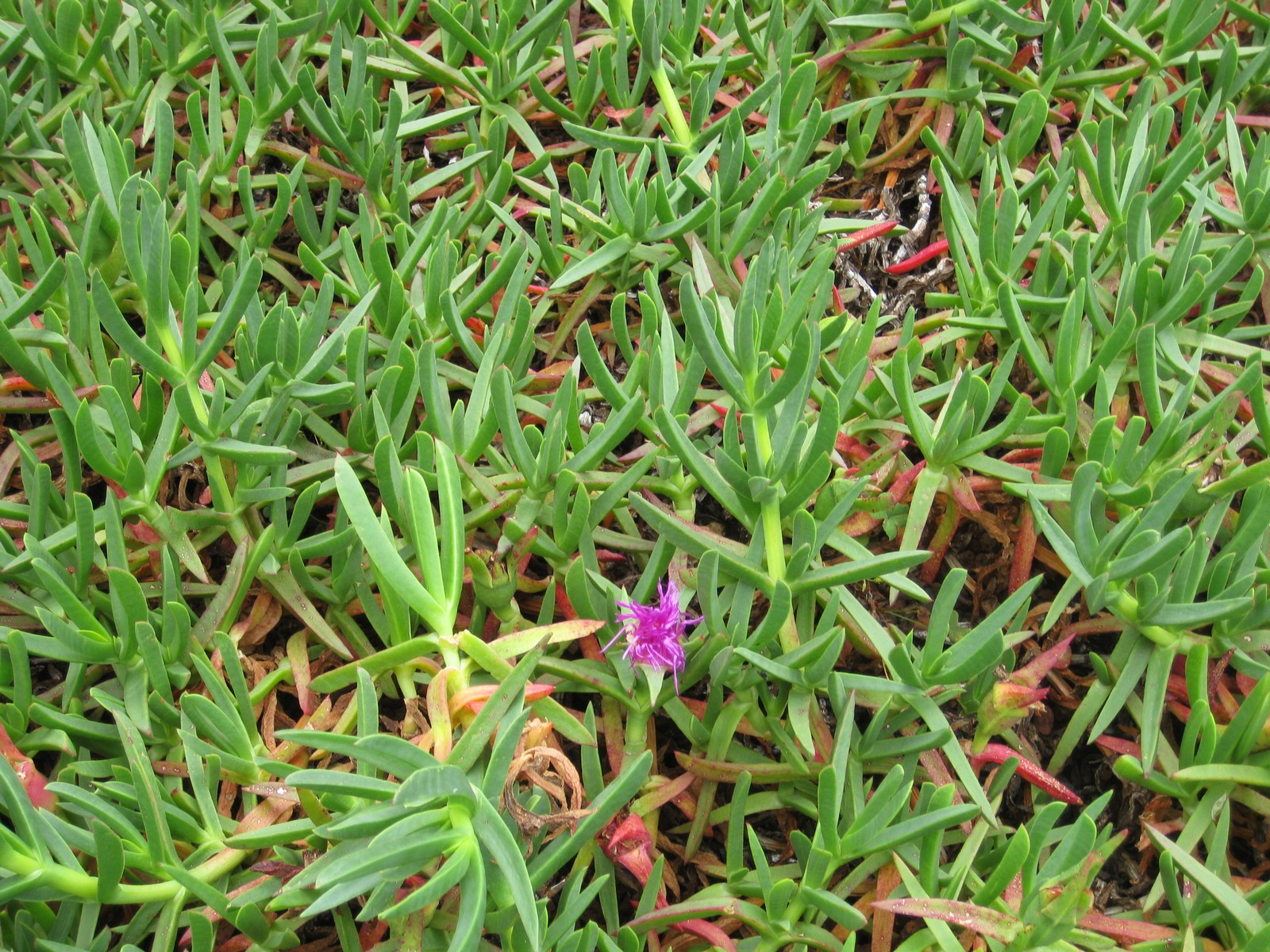
Detall de les fulles

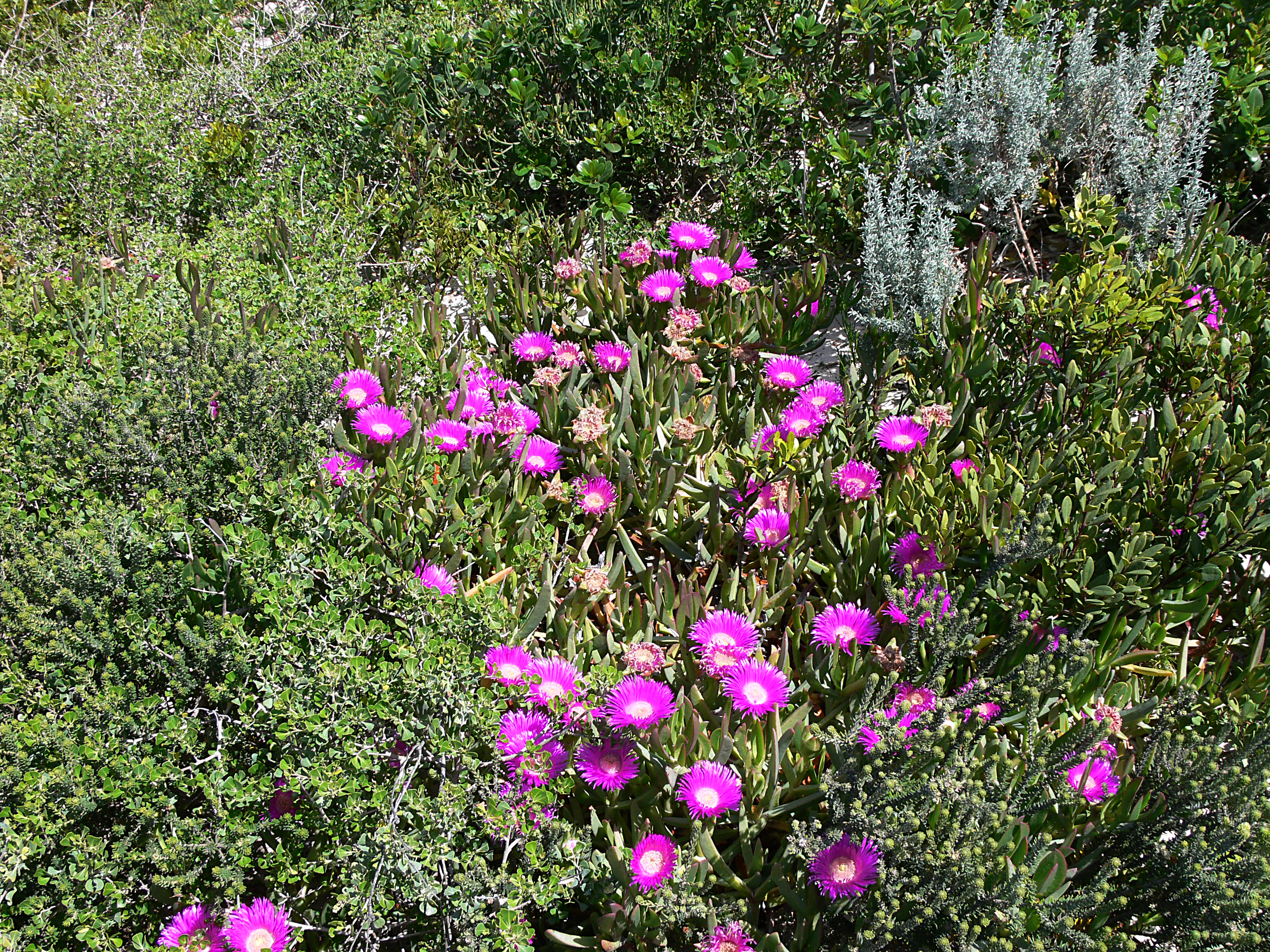
Vista de la planta al seu hàbitat

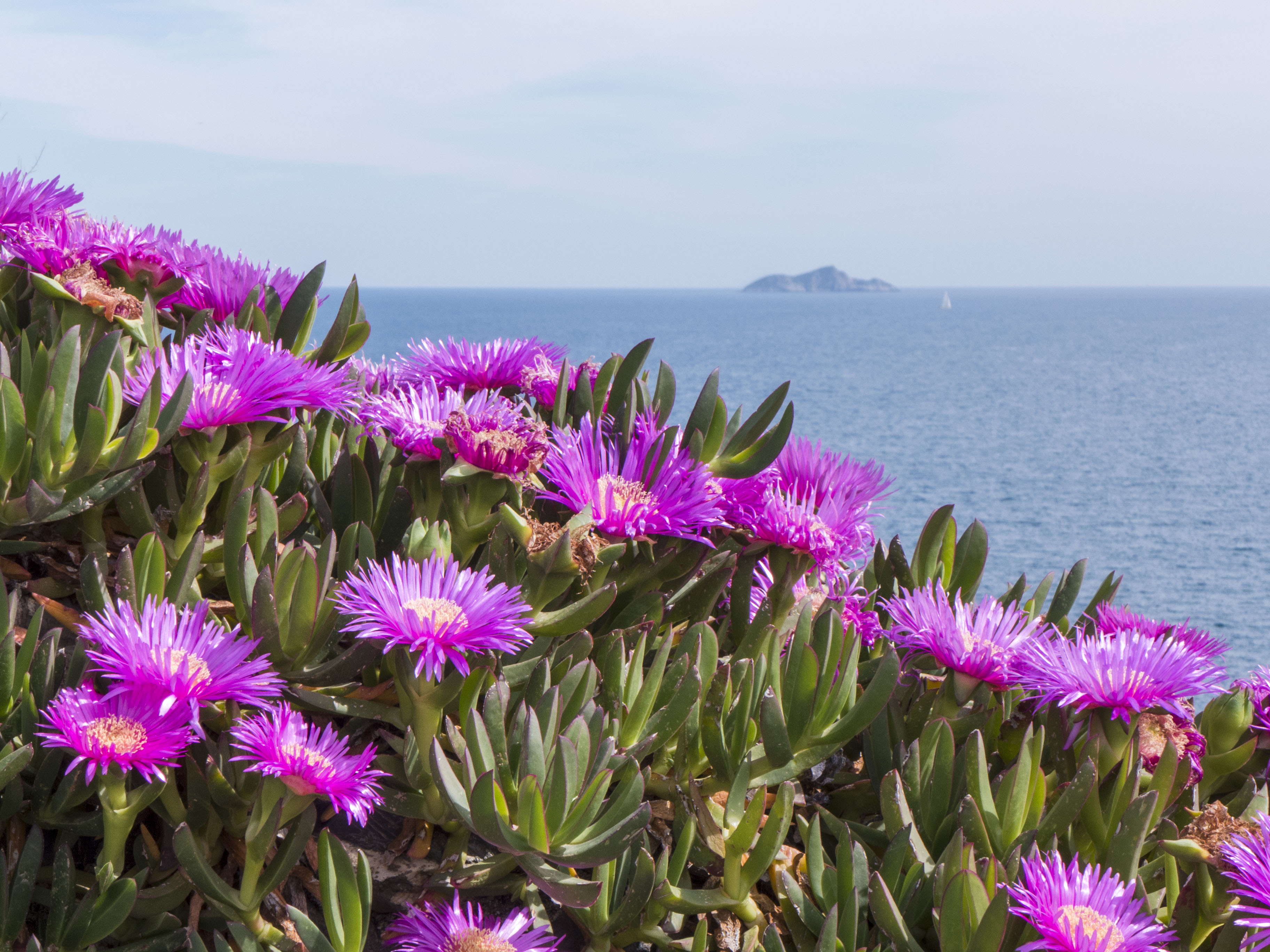
Plantes amb flors

## Descripció
Planta perenne suculenta de fulles gruixudes, crasses de 4-13 cm, oposades de secció triangular. Té un port rastrer amb tiges llargues molt ramificades. Amb grans flors de color rosa (fins a 12 cm) solitàries i terminals.

## Espècie invasora
Són àmpliament conreades, especialment per a fixació de dunes i talussos. Es va naturalitzar a Europa a finals del s.XVII a zones properes al mar.
Presenta un marcat caràcter invasor a causa fonamentalment de la seva capacitat de multiplicació vegetativa, reproducció asexual per agamospèrmia i reproducció sexual. Rosegadors i gavines en dispersen els fruits, mentre que el seu gust desagradable limita el control per part d'herbívors.

### Espanya
A causa del seu potencial colonitzador i pel fet de constituir una amenaça greu per a les espècies autòctones, els hàbitats o els ecosistemes, aquesta espècie, juntament amb Carpobrotus edulis, ha estat catalogada al Catàleg Espanyol d'Espècies Exòtiques Invasores, aprovat pel Reial Decret 1628/2011, de 14 de novembre, estant prohibida a Espanya la seva introducció al medi natural, possessió, transport, tràfic i comerç.
És una espècie que tot i que ha estat citada a Espanya, existeix una gran confusió en la seva reconeixença fins i tot entre els experts, havent-se confirmat que aquells exemplars citats a Espanya en realitat són C. edulis.

## Taxonomia
Carpobrotus acinaciformis va ser descrita per (L.) L. Bolus i publicada a Fl. Pl. South Africa 7: t. 247 1927.

### Etimologia
- Carpobrotus: nom genèric que deriva del grec karpos (fruita) i brota (comestible), que fa referència al fet que són fruits comestibles.[3]
- acinaciformis: epítet llatí que significa "amb forma de simitarra".[4]

### Sinonímia
- Mesembryanthemum acinaciforme L.[5]